# Liga de Diamante de 2018
A Liga de Diamante de 2018 foi a nona edição do evento organizado pela IAAF, que entregou o Troféu de diamante a cada um dos atletas ganhadores das 32 disciplinas atléticas repartidas em categorias masculina e feminina, após catorze mangas ao redor do mundo.

## Regras
As regras da Liga de Diamante foram as seguintes:
- Foram catorze as mangas que se celebraram na Liga de Diamante. As provas que outorgaram pontos tiveram lugar seis vezes (100 m, 200 m, 400 m, 800 m, 1500 m, corridas de obstáculos, salto de altura, salto com vara) ou quatro vezes (5000 m, 3000 m obstáculos, 400 m obstáculos, salto em comprimento, triplo salto, lançamentos) antes das finais ao longo da temporada.
- Doze dessas mangas serviram de classificação para as últimas duas do calendário (Zurique e Bruxelas), nas que tiveram lugar as finais das provas.
- Nas primeiras doze mangas repartiram-se pontos para classificar à final de cada prova. Adjudicaram-se oito pontos ao primeiro posto, sete ao segundo e assim sucessivamente até outorgar um ponto ao oitavo posto.
- Para a final de cada prova, a celebrar-se nas últimas duas mangas, participaram os primeiros sete, oito ou doze atletas (segundo a modalidade) que acumularam mais pontos para disputar o Troféu de diamante e prêmios em numerário. Em caso de empate decidiu-se pelo melhor registo na fase de classificação.
- Devido à suspensão da Federação Russa de Atletismo como membro  da IAAF, os atletas de dita nacionalidade encontraram-se excluídos de participar na Liga de Diamante, ainda que alguns atletas competiram sob a bandeira neutra ao ter obtido uma permissão especial da entidade.[3]

## Calendário

### Mangas classificatórias
| Data           | Nome                                                    | Estádio                          | Cidade     | País           |
| -------------- | ------------------------------------------------------- | -------------------------------- | ---------- | -------------- |
| 4 de maio      | Doha Diamond League                                     | Estádio Hamad Bin Suhaim         | Doha       | Catar          |
| 12 de maio     | IAAF Diamond League Shanghai                            | Estádio de Shanghái              | Shanghai   | China          |
| 26 de maio     | Prefontaine Classic                                     | Hayward Field                    | Eugene     | Estados Unidos |
| 31 de maio     | Golden Gala Pietro Mennea                               | Estádio Olímpico de Roma         | Roma       | Itália         |
| 7 de junho     | Oslo Bislett Games                                      | Estádio Bislett                  | Oslo       | Noruega        |
| 10 de junho    | Bauhaus-Galan                                           | Estádio Olímpico de Estocolmo    | Estocolmo  | Suécia         |
| 30 de junho    | Meeting de Paris                                        | Stade Charléty                   | Paris      | França         |
| 5 de julho     | Athletissima                                            | Stade Olympique da Pontaise      | Lausana    | Suíça          |
| 13 de julho    | Meeting International Mohammed VI D'Athletisme de Rabat | Estádio Príncipe Moulay Abdellah | Rabat      | Marrocos       |
| 20 de julho    | Herculis                                                | Estádio Louis II                 | Mônaco     | Mónaco         |
| 21-22 de julho | Anniversary Games                                       | Estádio Olímpico de Londres      | Londres    | Reino Unido    |
| 18 de agosto   | Grand Prix Birmingham                                   | Alexander Stadium                | Birmingham | Reino Unido    |

### Finais
| Data         | Nome               | Estádio              | Cidade   | País    |
| ------------ | ------------------ | -------------------- | -------- | ------- |
| 30 de agosto | Weltklasse Zürich  | Letzigrund Stadium   | Zurique  | Suíça   |
| 31 de agosto | Memorial Van Damme | Estádio Rei Balduíno | Bruxelas | Bélgica |

## Posições

### Fase de classificação
A seguir os primeiros três atletas que encabeçaram as tabelas de classificação segundo os pontos acumulados nas mangas.

#### Masculino
| Prova                | # Mangas | 1.º               | Pts. | 2.º                | Pts. | 3.º                 | Pts. |
| -------------------- | -------- | ----------------- | ---- | ------------------ | ---- | ------------------- | ---- |
| 100 m                | 6        | Ronnie Baker      | 31   | Christian Coleman  | 21   | Reece Prescod       | 19   |
| 200 m                | 6        | Noah Lyles        | 32   | Ramil Guliyev      | 31   | Aaron Brown         | 28   |
| 400 m                | 6        | Abdalelah Haroun  | 35   | Paul Dedewo        | 23   | Fred Kerley         | 21   |
| 800 m                | 4        | Emmanuel Korir    | 24   | Ferguson Rotich    | 24   | Wycliffe Kinyamal   | 22   |
| 1500 m               | 6        | Timothy Cheruiyot | 32   | Elijah Manangoi    | 22   | Ayanleh Souleiman   | 22   |
| 3000 m/5000 m        | 4        | Birhanu Balew     | 27   | Selemon Barega     | 15   | Yomif Kejelcha      | 14   |
| 3000 m obs.          | 4        | Benjamin Kigen    | 25   | Conseslus Kipruto  | 21   | Soufiane El Bakkali | 14   |
| 110 m barreiras      | 6        | Orlando Ortega    | 30   | Serguei Shubenkov  | 29   | Ronald Levy         | 24   |
| 400 m obs.           | 6        | Abderrahman Samba | 48   | Karsten Warholm    | 34   | Yasmani Copello     | 29   |
| Salto em altura      | 6        | Danil Lysenko     | 30   | Mutaz Essa Barshim | 24   | Majd Eddin Ghazal   | 21   |
| Salto com vara       | 6        | Sam Kendricks     | 39   | Shawn Barber       | 23   | Renaud Lavillenie   | 22   |
| Salto em comprimento | 4        | Luvo Manyonga     | 30   | Jeff Henderson     | 21   | Ruswahl Samaai      | 18   |
| Triplo salto         | 4        | Christian Taylor  | 31   | Pedro Pichardo     | 22   | Chris Benard        | 16   |
| Arremesso de peso    | 4        | Tomadas Walsh     | 25   | Ryan Crouser       | 23   | Darrell Hill        | 22   |
| Lançamento de disco  | 4        | Fedrick Dacres    | 25   | Andrius Gudzius    | 22   | Ehsan Hadadi        | 22   |
| Lançamento de dardo  | 4        | Andreas Hofmann   | 27   | Thomas Röhler      | 26   | Magnus Kirt         | 21   |

#### Feminino
| Prova                | # Mangas | 1.º                 | Pts. | 2.º                 | Pts. | 3.º                  | Pts. |
| -------------------- | -------- | ------------------- | ---- | ------------------- | ---- | -------------------- | ---- |
| 100 m                | 6        | Murielle Ahouré     | 37   | M. Ta Lou           | 32   | Elaine Thompson      | 25   |
| 200 m                | 6        | Shericka Jackson    | 28   | Jenna Prandini      | 28   | M. Ta Lou            | 25   |
| 400 m                | 6        | Salwa Eid Naser     | 39   | Phyllis Francis     | 32   | Jessica Beard        | 32   |
| 800 m                | 6        | Francine Niyonsaba  | 43   | Caster Semenya      | 32   | Habitam Alemu        | 26   |
| 1500 m               | 6        | Gudaf Tsegay        | 30   | Laura Muir          | 25   | Sifan Hassan         | 22   |
| 3000 m/5000 m        | 4        | Hellen Obiri        | 20   | Agnes Jebet Tirop   | 19   | Letesenbet Gidey     | 17   |
| 3000 m obs.          | 4        | Hyving Kiyeng       | 28   | Beatrice Chepkoech  | 20   | Emma Coburn          | 17   |
| 100 m barreiras      | 6        | Brianna McNeal      | 38   | Sharika Nelvis      | 34   | Danielle Williams    | 23   |
| 400 m obs.           | 6        | Janieve Russell     | 36   | Dalilah Muhammad    | 34   | Shamier Little       | 27   |
| Salto em altura      | 6        | Mariya Lasitskene   | 46   | Mirela Demireva     | 34   | Yuliya Levchenko     | 24   |
| Salto com vara       | 6        | Sandi Morris        | 40   | Ekaterini Stefanidi | 29   | Katie Nageotte       | 27   |
| Salto em comprimento | 4        | Malaika Mihambo     | 23   | Lorraine Ugen       | 22   | Shara Proctor        | 18   |
| Triplo salto         | 4        | Caterine Ibargüen   | 32   | Kimberly Williams   | 26   | Tori Franklin        | 19   |
| Arremesso de peso    | 4        | Christina Schwanitz | 22   | Raven Saunders      | 18   | Gong Lijiao          | 16   |
| Lançamento de disco  | 4        | Sandra Perković     | 32   | Yaimé Pérez         | 28   | Denia Caballero      | 24   |
| Lançamento de dardo  | 4        | Lyu Huihui          | 23   | Nikola Ogrodníková  | 21   | Tatsiana Khaladovich | 16   |

### Finais
A seguir os atletas classificados e os resultados das finais de une-a de Diamante (entre parêntese os pontos obtidos durante a fase de classificação).
- = Ganhador do «Troféu de diamante».

#### Finais em Zurique

##### Masculino
| Pos. | Atleta                       | Marca |
| ---- | ---------------------------- | ----- |
| 1    | Noah Lyles (32)              | 19,67 |
| 2    | Ramil Guliyev (31)           | 19,98 |
| 3    | Jereem Richards (24)         | 20,04 |
| 4    | Aaron Brown (28)             | 20,14 |
| 5    | Álex Quiñónez (12)           | 20,34 |
| 6    | Alex Wilson (2)              | 20,40 |
| 7    | Luxolo Adams (8)             | 20,51 |
| 8    | Nethaneel Mitchel-Blake (12) | 20,53 |

| Pos. | Atleta                    | Marca |
| ---- | ------------------------- | ----- |
| 1    | Fred Kerley (21)          | 44,80 |
| 2    | Nathan Strother (1)       | 44,93 |
| 3    | Matthew Hudson-Smith (18) | 44,95 |
| 4    | Paul Dedewo (23)          | 45,18 |
| 5    | Baboloki Thebe (11)       | 45,41 |
| 6    | Luguelín Santos (10)      | 46,17 |
| 7    | Pieter Conradie (1)       | 47,37 |
| -    | Steven Gardiner (16)      | DNF   |

| Pos. | Atleta                    | Marca   |
| ---- | ------------------------- | ------- |
| 1    | Timothy Cheruiyot (32)    | 3:30,27 |
| 2    | Elijah Manangoi (22)      | 3:31,16 |
| 3    | Ayanleh Souleiman (22)    | 3:31,24 |
| 4    | Abdalaati Iguider (6)     | 3:31,59 |
| 5    | Brahim Kaazouzi (11)      | 3:33,82 |
| 6    | Amam Wote (12)            | 3:34,05 |
| 7    | Filip Ingebrigtsen (21)   | 3:34,13 |
| 8    | Samuel Tefera (13)        | 3:37,49 |
| 9    | Bethwell Birgen (4)       | 3:38,76 |
| 10   | Ryan Gregson (5)          | 3:39,04 |
| 11   | Charlie Dá'vall Grice (7) | 3:40,06 |
| 12   | Taresa Tolosa (8)         | 3:45,45 |
| -    | Vincent Kibet (-)         | DNF     |
| -    | Jackson Kibuba (-)        | DNF     |

| Pos. | Atleta                    | Marca |
| ---- | ------------------------- | ----- |
| 1    | Kyron McMaster (13)       | 48,08 |
| 2    | Karsten Warholm (34)      | 48,10 |
| 3    | Yasmani Copello (29)      | 48,73 |
| 4    | Rasmus Mägi (13)          | 49,28 |
| 5    | Cornel Fredericks (4)     | 49,96 |
| 6    | José Bencosme de León (2) | 50,01 |
| 7    | Bershawn Jackson (13)     | 50,63 |
| 8    | TJ Holmes (20)            | 51,39 |

| Pos. | Atleta                  | Marca   |
| ---- | ----------------------- | ------- |
| 1    | Conseslus Kipruto (21)  | 8:10,15 |
| 2    | Soufiane O Bakkali (14) | 8:10,19 |
| 3    | Evan Jager (13)         | 8:13,22 |
| 4    | Chala Beyo (14)         | 8:15,85 |
| 5    | Nicholas Bett (11)      | 8:19,74 |
| 6    | Abraham Kibiwot (9)     | 8:23,60 |
| 7    | Hillary Bor (12)        | 8:26,04 |
| 8    | Leonard Bett (5)        | 8:27,18 |
| 9    | Benjamin Kigen (25)     | 8:27,33 |
| 10   | Kennedy Njiru (2)       | 8:28,68 |
| 11   | Matthew Hughes (6)      | 8:36,69 |
| 12   | Amos Kirui (5)          | 8:38,96 |
| -    | Lawrence Kipsang (-)    | DNF     |
| -    | Mounaime Sassioui (-)   | DNF     |

| Pos. | Atleta                      | Marca |
| ---- | --------------------------- | ----- |
| 1    | Luvo Manyonga (30)          | 8,36  |
| 2    | Ruswahl Samaai (18)         | 8,32  |
| 3    | Henry Frayne (16)           | 8,16  |
| 4    | Tajay Gayle (4)             | 8,15  |
| 5    | Jeff Henderson (21)         | 8,11  |
| 6    | Marquis Dendy (4)           | 8,09  |
| 7    | Thobias Nilsson Montler (4) | 7,97  |
| 8    | Huang Changzhou (4)         | 7,94  |
| 9    | Benjamin Gföhler (-)        | 7,70  |

| Pos. | Atleta              | Marca     |
| ---- | ------------------- | --------- |
| 1    | Tomadas Walsh (25)  | 22,60 DLR |
| 2    | Darrell Hill (22)   | 22,40     |
| 3    | Ryan Crouser (23)   | 22,18     |
| 4    | Darlan Romani (19)  | 21,94     |
| 5    | Tomáš Stanek (10)   | 21,87     |
| 6    | David Storl (10)    | 21,33     |
| 7    | Michal Haratyk (18) | 21,23     |
| 8    | Ryan Whiting (9)    | 20,56     |

| Pos. | Atleta               | Marca |
| ---- | -------------------- | ----- |
| 1    | Andreas Hofmann (27) | 91,44 |
| 2    | Magnus Kirt (21)     | 87,57 |
| 3    | Thomas Röhler (26)   | 85,76 |
| 4    | Neeraj Chopra (12)   | 85,73 |
| 5    | Marcin Krukowski (4) | 85,32 |
| 6    | Julian Weber (7)     | 83,68 |
| 7    | Jakub Vadlejch (15)  | 81,58 |
| 8    | Gatis Cakšs (3)      | 78,13 |

##### Feminino
| Pos. | Atleta                        | Marca |
| ---- | ----------------------------- | ----- |
| 1    | Murielle Ahouré (37)          | 11,01 |
| 2    | Dina Asher-Smith (18)         | 11,08 |
| 3    | Marie-Josée Ta Lou (32)       | 11,10 |
| 4    | Mujinga Kambundji (9)         | 11,14 |
| 5    | Dafne Schippers (17)          | 11,15 |
| 6    | Michelle-Lê Ahye (12)         | 11,27 |
| 7    | Carina Horn (12)              | 11,54 |
| -    | B. Okagbare-Ighoteguonor (19) | DQ    |

| Pos. | Atleta                  | Marca   |
| ---- | ----------------------- | ------- |
| 1    | Caster Semenya (32)     | 1:55,27 |
| 2    | Ajee Wilson (25)        | 1:57,86 |
| 3    | Natoya Goule (17)       | 1:58,49 |
| 4    | Habitam Alemu (26)      | 1:58,63 |
| 5    | Raevyn Rogers (8)       | 1:59,05 |
| 6    | Francine Niyonsaba (43) | 1:59,11 |
| 7    | Selina Büchel (2)       | 2:00,64 |
| 8    | Rababe Arafi (9)        | 2:02,81 |
| 9    | Charlene Lipsey (8)     | 2:04,77 |

| Pos. | Atleta                | Marca |
| ---- | --------------------- | ----- |
| 1    | Dalilah Muhammad (34) | 53,88 |
| 2    | Shamier Little (27)   | 54,21 |
| 3    | Janieve Russell (36)  | 54,38 |
| 4    | Georganne Moline (18) | 55,00 |
| 5    | Eilidh Doyle (7)      | 55,05 |
| 6    | Léa Sprunger (16)     | 55,36 |
| 7    | Sage Watson (22)      | 55,57 |
| 8    | Wenda Nel (12)        | 57,23 |

| Pos. | Atleta                      | Marca    |
| ---- | --------------------------- | -------- |
| 1    | Hellen Obiri (20)           | 14:38,39 |
| 2    | Sifan Hassan (7)            | 14:38,77 |
| 3    | Senbere Teferi (5)          | 14:40,97 |
| 4    | Caroline Kipkirui (9)       | 14:43,96 |
| 5    | Agnes Jebet Tirop (19)      | 14:44,24 |
| 6    | Genzebe Dibaba (11)         | 14:50,24 |
| 7    | Letesenbet Gidey (17)       | 14:57,52 |
| 8    | Lilian Rengeruk (14)        | 15:03,11 |
| 9    | Konstanze Klosterhalfen (3) | 15:04,16 |
| 10   | Meraf Bahta (2)             | 15:08,17 |
| 11   | Eilish McColgan (7)         | 15:09,00 |
| 12   | Meskerem Mamo (2)           | 15:20,56 |
| 13   | Melissa Courtney (4)        | 15:24,58 |
| -    | Eva Cherono (-)             | DNF      |
| -    | Glória Kite (-)             | DNF      |
| -    | Renata Plis (-)             | DNF      |

| Pos. | Atleta                  | Marca |
| ---- | ----------------------- | ----- |
| 1    | Caterine Ibargüen (32)  | 14,56 |
| 2    | Shanieka Ricketts (16 ) | 14,55 |
| 3    | Kimberly Williams (26)  | 14,47 |
| 4    | Tori Franklin (19)      | 14,17 |
| 5    | Rouguy Diallo (7)       | 14,15 |
| 6    | Kristin Gierisch (9)    | 14,06 |
| 7    | Gabriela Petrova (5)    | 14,04 |
| 8    | Ana Peleteiro (6)       | 13,76 |

| Pos. | Atleta                  | Marca |
| ---- | ----------------------- | ----- |
| 1    | Maria Lasitskene (46)   | 1,97  |
| 2    | Yuliya Levchenko (24)   | 1,94  |
| 3    | M. Jungfleisch (10)     | 1,90  |
| 4    | Erika Kinsey (11)       | 1,90  |
| 5    | Oksana Okuneva (7)      | 1,85  |
| 5    | Sofie Skoog (8)         | 1,85  |
| 5    | Levern Spencer (10)     | 1,85  |
| 5    | Katerina Tabashnyk (15) | 1,85  |
| 5    | Elena Vallortigara (17) | 1,85  |
| 10   | Alessia Trost (10)      | 1,85  |
| 11   | Morgan Lake (11)        | 1,85  |
| -    | Mirela Demireva (34)    | NM    |

| Pos. | Atleta                    | Marca |
| ---- | ------------------------- | ----- |
| 1    | Ekaterini Stefanidi (29)  | 4,87  |
| 2    | Sandi Morris (40)         | 4,82  |
| 3    | Anzhelika Sidorova (24)   | 4,82  |
| 4    | Holly Bradshaw (16)       | 4,57  |
| 5    | Katie Nageotte (27)       | 4,57  |
| 6    | Nikoleta Kyriakopulu (11) | 4,57  |
| 7    | Ninon Guillon-Romarin (5) | 4,57  |
| 8    | Angelica Moser (-)        | 4,42  |
| 9    | Robeilys Peinado (7)      | 4,27  |
| 9    | Olga Mullina (1)          | NM    |

| Pos. | Atleta                     | Marca |
| ---- | -------------------------- | ----- |
| 1    | Tatsiana Khaladovich (16 ) | 66,99 |
| 2    | Liu Shiying (7)            | 66,00 |
| 3    | Kara Winger (13)           | 64,75 |
| 4    | Lü Huihui (23)             | 63,53 |
| 5    | Nikola Ogrodníková (21)    | 62,99 |
| 6    | Martina Ratej (11)         | 60,86 |
| 7    | Sigrid Borge (11)          | 59,57 |
| 8    | Géraldine Ruckstuhl (-)    | 56,07 |

#### Finais em Bruxelas

##### Masculino
| Pos. | Atleta                 | Marca |
| ---- | ---------------------- | ----- |
| 1    | Christian Coleman (21) | 9,79  |
| 2    | Ronnie Baker (31)      | 9,93  |
| 3    | Yohan Blake (14)       | 9,94  |
| 4    | Reece Prescod (19)     | 9,99  |
| 5    | Akani Simbine (18)     | 10,03 |
| 6    | Michael Rodgers (15)   | 10,16 |
| 7    | Chijindu Ujah (9)      | 10,17 |
| 8    | Isiah Young (6)        | 10,26 |

| Pos. | Atleta                  | Marca   |
| ---- | ----------------------- | ------- |
| 1    | Emmanuel Korir (24)     | 1:44,72 |
| 2    | Marcin Lewandowski (10) | 1:45,21 |
| 3    | Ferguson Rotich (24)    | 1:45,28 |
| 4    | Jake Wightman (12)      | 1:45,96 |
| 5    | Clayton Murphy (13)     | 1:45,97 |
| 6    | Wyclife Kinyamal (22)   | 1:46,02 |
| 7    | Eliott Crestan (-)      | 1:47,59 |
| 8    | Antoine Gakeme (11)     | 1:50,74 |
| -    | Jonathan Kitilit (20)   | DNF     |
| -    | Cornelius Tuwei (-)     | DNF     |

| Pos. | Atleta              | Marca        |
| ---- | ------------------- | ------------ |
| 1    | Selemon Barega (15) | 12:43,02 DLR |
| 2    | Hagos Gebrhiwet (7) | 12:45,82     |
| 3    | Yomif Kejelcha (14) | 12:46,79     |
| 4    | Muktar Edris (14)   | 12:55,18     |
| 5    | Abadi Hadis (12)    | 12:56,27     |
| 6    | Paul Chelimo (13)   | 12:57,55     |
| 7    | Richard Yator (4)   | 12:59,44     |
| 8    | Getaneh Molla (5)   | 12:59,58     |
| 9    | Mohammed Ahmed (7)  | 13:03,08     |
| 10   | Ben True (4)        | 13:04,11     |
| 11   | Bashir Abdi (-)     | 13:04,91     |
| 12   | Stewart McSweyn (6) | 13:05,23     |
| 13   | Cyrus Rutto (3)     | 13:28,25     |
| -    | Tamás Kazi (-)      | DNF          |
| -    | Vincent Letting (-) | DNF          |
| -    | Stanley Mburu (-)   | DNF          |

| Pos. | Atleta                       | Marc  |
| ---- | ---------------------------- | ----- |
| 1    | Serguéi Shubenkov (29)       | 12,97 |
| 2    | Orlando Ortega (30)          | 13,10 |
| 3    | Hansle Parchment (16)        | 13,35 |
| 4    | Pascal Martinot-Lagarde (18) | 13,36 |
| 5    | Freddie Crittenden (5)       | 13,39 |
| 6    | Devon Allen (23)             | 13,41 |
| 7    | Ronald Levy (24)             | 13,47 |
| 8    | Balázs Baji (8)              | 13,63 |

| Pos. | Atleta                 | Marca |
| ---- | ---------------------- | ----- |
| 1    | Brandon Starc (18)     | 2,33  |
| 2    | Mateusz Przybylko (10) | 2,33  |
| 3    | Gianmarco Tamberi (4)  | 2,31  |
| 4    | Andriy Protsenko (7)   | 2,31  |
| 5    | Donald Thomas (21)     | 2,29  |
| 6    | Naoto Tobe (10)        | 2,26  |
| 7    | Michael Mason (9)      | 2,26  |
| 8    | Bryan McBride (9)      | 2,23  |
| 9    | Jeron Robinson (16)    | 2,23  |
| 10   | Mathew Sawe (5)        | 2,23  |
| 11   | Bram Ghuys (-)         | 2,20  |
| -    | Marco Fassinotti (4)   | NM    |

| Pos. | Atleta                      | Marca |
| ---- | --------------------------- | ----- |
| 1    | Timur Morgunov (6)          | 5,93  |
| 2    | Sam Kendricks (39)          | 5,88  |
| 3    | Shawn Barber (23)           | 5,83  |
| 4    | Piotr Lisek (18)            | 5,78  |
| 5    | Renaud Lavillenie (22)      | 5,73  |
| 6    | Paweł Wojciechowski (21)    | 5,68  |
| 7    | Armand Duplantis (21)       | 5,68  |
| 8    | Konstantinos Filippidis (7) | 5,63  |
| 9    | Adam Hague (3)              | 5,53  |
| 10   | Thiago Braz da Silva (7)    | 5,53  |
| -    | Arnaud Art (-)              | NM    |
| -    | Kurtis Marschall (14)       | NM    |

| Pos. | Atleta                | Marca |
| ---- | --------------------- | ----- |
| 1    | Pedro Pichardo (22)   | 17,49 |
| 2    | Christian Taylor (31) | 17,31 |
| 3    | Donald Scott (8)      | 17,25 |
| 4    | Omar Craddock (6)     | 16,95 |
| 5    | Chris Benard (16)     | 16,81 |
| 6    | Max Hess (4)          | 16,60 |
| 7    | Alexis Copello (16)   | 16,20 |
| 8    | Nelson Évora (8)      | 15,86 |

| Pos. | Atleta                    | Marca |
| ---- | ------------------------- | ----- |
| 1    | Fedrick Dacres (25)       | 68,67 |
| 2    | Andrius Gudžius (22)      | 67,56 |
| 3    | Daniel Ståhl (14)         | 66,74 |
| 4    | Mason Finley (8)          | 66,09 |
| 5    | Lukas Weisshaidinger (10) | 65,66 |
| 6    | Christoph Harting (12)    | 65,13 |
| 7    | Robert Urbanek (7)        | 64,03 |
| 8    | Ehsan Haddadi (22)        | 63,48 |

##### Feminino
| Pos. | Atleta                 | Marca |
| ---- | ---------------------- | ----- |
| 1    | S. Miller-Uibo (24)    | 22,12 |
| 2    | Dafne Schippers (15)   | 22,53 |
| 3    | Jamile Samuels (8)     | 22,64 |
| 4    | Shericka Jackson (28 ) | 22,72 |
| 5    | Jenna Prandini (28)    | 22,96 |
| 6    | Gabrielle Thomas (15)  | 23,18 |
| 7    | Ivet Lalova-Collio (7) | 23,36 |
| 8    | Manon Depuydt (-)      | 23,69 |
| 9    | Cynthia Bolingo (-)    | 23,82 |

| Pos. | Atleta                | Marca |
| ---- | --------------------- | ----- |
| 1    | Salwa Eid Naser (39)  | 49,33 |
| 2    | Phyllis Francis (32)  | 50,51 |
| 3    | Shakima Wimbley (29)  | 50,77 |
| 4    | Jaide Stepter (16)    | 51,17 |
| 5    | S. Ann McPherson (12) | 51,40 |
| 6    | Jessica Beard (32)    | 51,47 |
| 7    | Courtney Okolo (12)   | 52,18 |
| 8    | Camille Laus (-)      | 53,72 |

| Pos. | Atleta                  | Marca |
| ---- | ----------------------- | ----- |
| 1    | Brianna McNeal (38)     | 12,61 |
| 2    | Kendra Harrison (22)    | 12,63 |
| 3    | Danielle Williams (23)  | 12,64 |
| 4    | Tobi Amusan (12)        | 12,69 |
| 5    | Sharika Nelvis (34)     | 12,80 |
| 6    | Nadine Visser (15)      | 12,81 |
| 7    | Eline Berings (-)       | 12,94 |
| 8    | Dawn Harper-Nelson (13) | 13,08 |
| 9    | Christina Manning (14)  | 13,34 |

| Pos. | Atleta                | Marca   |
| ---- | --------------------- | ------- |
| 1    | Laura Muir (25)       | 3:58,49 |
| 2    | Shelby Houlihan (16)  | 3:58,94 |
| 3    | Sifan Hassan (22)     | 3:59,41 |
| 4    | Gudaf Tsegay (20)     | 3:59,68 |
| 5    | Axumawit Embaye (5)   | 4:02,75 |
| 6    | Winny Chebet (9)      | 4:03,37 |
| 7    | Sofia Ennaoui (6)     | 4:03,49 |
| 8    | Rababe Arafi (17)     | 4:03,82 |
| 9    | Laura Weightman (5)   | 4:04,36 |
| 10   | Jennifer Simpson (16) | 4:04,57 |
| 11   | Elise Vanderelst (-)  | 4:05,75 |
| 12   | Nelly Jepkospgei (11) | 4:10,13 |
| 13   | Habitam Alemu (6)     | 4:11,33 |
| -    | Dariya Barisevich (-) | DNF     |

| Pos. | Atleta                        | Marca   |
| ---- | ----------------------------- | ------- |
| 1    | Beatrice Chepkoech (20)       | 8:55,10 |
| 2    | Nora Jeruto (15)              | 8:59,62 |
| 3    | Hyving Kiyeng (28)            | 9:01,60 |
| 4    | Emma Coburn (17)              | 9:06,51 |
| 5    | Celliphine Chespol (14)       | 9:06,75 |
| 6    | Courtney Frerichs (12)        | 9:07,07 |
| 7    | Peruth Chemutai (3)           | 9:13,58 |
| 8    | Aisha Praught (6)             | 9:14,09 |
| 9    | Winfred Mutile Yavi (10)      | 9:14,52 |
| 10   | Daisy Jepkemei (11)           | 9:17,08 |
| 11   | Roseline Chepngetich (5)      | 9:28,94 |
| 12   | Karoline Bjerkeli Grøvdal (2) | 9:38,34 |
| -    | Fancy Cherono (-)             | DNF     |
| -    | Caroline Tuigong (-)          | DNF     |

| Pos. | Atleta                  | Marca |
| ---- | ----------------------- | ----- |
| 1    | Caterine Ibargüen (13)  | 6,80  |
| 2    | Shara Proctor (18)      | 6,70  |
| 3    | Sha'Keela Saunders (10) | 6,68  |
| 4    | Malaika Mihambo (23)    | 6,61  |
| 5    | Brooke Stratton (9)     | 6,57  |
| 6    | Lorraine Ugen (22)      | 6,53  |
| 7    | Christabel Nettey (10)  | 6,52  |
| 8    | Hanne Maudens (-)       | 6,36  |
| 9    | Jazmin Sawyers (7)      | 6,33  |

| Pos. | Atleta                   | Marca |
| ---- | ------------------------ | ----- |
| 1    | Gong Lijiao (16)         | 19,83 |
| 2    | Raven Saunders (18)      | 19,64 |
| 3    | Christina Schwanitz (22) | 19,50 |
| 4    | Aliona Dubitskaya (7)    | 19,01 |
| 5    | Paulina Guba (14)        | 18,54 |
| 6    | Danniel Thomas-Dodd (14) | 18,27 |
| 7    | Melissa Boekelman (6)    | 17,90 |
| 8    | Yuliya Leantsiuk (5)     | 16,13 |

| Pos. | Atleta                  | Marca |
| ---- | ----------------------- | ----- |
| 1    | Yaimé Pérez (28)        | 65,00 |
| 2    | Andressa de Morais (17) | 64,65 |
| 3    | Sandra Perković (32)    | 64,31 |
| 4    | Claudine Vita (3)       | 61,33 |
| 5    | Gia Lewis-Smallwood (7) | 59,28 |
| 6    | Whitney Ashley (7)      | 58,75 |
| 7    | Nadine Müller (6)       | 58,24 |
| 8    | Denia Caballero (24)    | 56,37 |

## Resultados completos
| Liga de Diamante 2018 - Resultados completos de mangas classificatorias | Liga de Diamante 2018 - Resultados completos de mangas classificatorias | Liga de Diamante 2018 - Resultados completos de mangas classificatorias | Liga de Diamante 2018 - Resultados completos de mangas classificatorias | Liga de Diamante 2018 - Resultados completos de mangas classificatorias | Liga de Diamante 2018 - Resultados completos de mangas classificatorias | Liga de Diamante 2018 - Resultados completos de mangas classificatorias | Liga de Diamante 2018 - Resultados completos de mangas classificatorias | Liga de Diamante 2018 - Resultados completos de mangas classificatorias | Liga de Diamante 2018 - Resultados completos de mangas classificatorias | Liga de Diamante 2018 - Resultados completos de mangas classificatorias | Liga de Diamante 2018 - Resultados completos de mangas classificatorias | Liga de Diamante 2018 - Resultados completos de mangas classificatorias | Liga de Diamante 2018 - Resultados completos de mangas classificatorias |
| Doha                                                                    | Shanghai                                                                | Eugene                                                                  | Roma                                                                    | Oslo                                                                    | Estocolmo                                                               | Paris                                                                   | Lausana                                                                 | Rabat                                                                   | Mónaco                                                                  | Londres                                                                 | Birmingham                                                              |                                                                         |                                                                         |
| ----------------------------------------------------------------------- | ----------------------------------------------------------------------- | ----------------------------------------------------------------------- | ----------------------------------------------------------------------- | ----------------------------------------------------------------------- | ----------------------------------------------------------------------- | ----------------------------------------------------------------------- | ----------------------------------------------------------------------- | ----------------------------------------------------------------------- | ----------------------------------------------------------------------- | ----------------------------------------------------------------------- | ----------------------------------------------------------------------- | ----------------------------------------------------------------------- | ----------------------------------------------------------------------- |

| Liga de Diamante 2018 - Resultados completos das finais | Liga de Diamante 2018 - Resultados completos das finais | Liga de Diamante 2018 - Resultados completos das finais | Liga de Diamante 2018 - Resultados completos das finais | Liga de Diamante 2018 - Resultados completos das finais | Liga de Diamante 2018 - Resultados completos das finais | Liga de Diamante 2018 - Resultados completos das finais | Liga de Diamante 2018 - Resultados completos das finais | Liga de Diamante 2018 - Resultados completos das finais | Liga de Diamante 2018 - Resultados completos das finais | Liga de Diamante 2018 - Resultados completos das finais | Liga de Diamante 2018 - Resultados completos das finais | Liga de Diamante 2018 - Resultados completos das finais | Liga de Diamante 2018 - Resultados completos das finais |
| Zurique                                                 | Bruxelas                                                |                                                         |                                                         |                                                         |                                                         |                                                         |                                                         |                                                         |                                                         |                                                         |                                                         |                                                         |                                                         |
| ------------------------------------------------------- | ------------------------------------------------------- | ------------------------------------------------------- | ------------------------------------------------------- | ------------------------------------------------------- | ------------------------------------------------------- | ------------------------------------------------------- | ------------------------------------------------------- | ------------------------------------------------------- | ------------------------------------------------------- | ------------------------------------------------------- | ------------------------------------------------------- | ------------------------------------------------------- | ------------------------------------------------------- |